# Nashville Skyline
Nashville Skyline es el noveno álbum de estudio del músico estadounidense Bob Dylan, publicado por Columbia Records en 1969. Basándose en el estilo rústico que experimentó en John Wesley Harding (1967), muestra una completa incursión en el género musical del country. Junto con una temática lírica básica y unas estructuras compositivas más simples, Dylan introdujo un rango vocal distinto de sus primeros trabajos, al usar una voz de crooner más suave adaptado a la temática country. 
El resultado obtuvo críticas favorables de la prensa musical y consiguió un éxito comercial al alcanzar el puesto tres en la lista estadounidense Billboard 200 y convertirse en el cuarto número uno consecutivo de Dylan en el Reino Unido.

## Historia
Tal y como relató años después en Crónicas, Vol. 1, Dylan se sentía frustrado en 1969 por su falta de privacidad. Tras haber detenido a seguidores en su propia casa, Dylan se volvió más precavido, al tiempo que se preocupó por cómo los vecinos veían la situación. Al respecto comentó: "El vecindario nos odiaba. Para ellos, parecíamos haber salido de una fiesta de Carnaval". Su paternidad también había cambiado las prioridades personales del músico: casado y con tres hijos, durante 1969 se mostró únicamente interesado en proveer a su familia de seguridad y se mantuvo apartado de las giras. Aun así, la prensa siguió valorándolo como el profeta de una generación. Según Dylan: "Yo no era el niño bonito de ninguna generación, y esa noción debía ser pulida desde sus inicios."
En febrero de 1969, un año después de la publicación de John Wesley Harding, volvió a Nashville para comenzar el trabajo de Nashville Skyline. Dylan desarrolló las sesiones de grabación en el estudio A de Columbia y fijó en el calendario como fecha de inicio el 12 de febrero. La segunda sesión, llevada a cabo al día siguiente, produjo las tomas maestras de "To Be Alone With You", "I Threw It All Away" y "One More Night". Dylan intentó grabar al mismo tiempo el tema "Lay Lady Lay", que escribió junto a "I Threw It All Away" un año antes.
Las canciones de Nashville Skyline reflejan el relax vivido en el estudio y las modestas ambiciones de Dylan para con el álbum, generando una ética de trabajo que volvió a desarrollar en futuros proyectos. "Simplemente tomamos una canción, la tocaba y el resto de músicos la adornaban", dijo Dylan. "Al mismo tiempo que hacíamos eso, había alguien en la sala de control que le daba el sonido adecuado". En el álbum, Dylan cantó con una voz lisa, suave, lo cual generó la sorpresa de los oyentes. El músico atribuyó su nueva voz a la ausencia de cigarrillos, aunque varios amigos y un buen número de familiares dibujaron conexiones entre su nueva voz y la usada durante sus actuaciones en el Ten O' Clock Scholar de Minneapolis y en el Purple Onion de Saint Paul durante el invierno y la primavera de 1960.
El 14 de febrero, se completaron las tomas maestras de "Peggy Day", "Tell Me That Isn't True", "Country Pie" y "Lay Lady Lay". Durante los dos días siguientes de descanso, Dylan compuso un nuevo tema, "Tonight I'll Be Staying Here With You". Cuando las sesiones de grabación fueron retomadas el 17 de febrero, "Tonight I'll Be Staying Here With You" fue el principal centro de atención, llegando a conseguir una toma maestra de once intentos. El mismo día se grabó un tema instrumental, "Nashville Skyline Rag", posteriormente incluido en el álbum.
En algún momento de las sesiones, Johnny Cash, amigo y compañero de discográfica de Dylan, visitó los estudios. Ambos grabaron varios temas juntos, incluyendo versiones de temas clásicos de Dylan como "One Too Many Mornings" y "Don't Think Twice, It's All Right", además de "I Still Miss Someone", una composición de Cash. Ninguna de las canciones fueron remarcables para una posible incorporación al álbum, pero aun así, Cash regresó al día siguiente para colaborar con Dylan.
El 18 de febrero, Dylan y Cash desarrollaron una sesión de grabación exclusivamente dedicada a versiones. Se grabaron nuevas versiones de "One Too Many Mornings" y "I Still Miss Someone", al tiempo que Cash y Dylan versionaron "Matchbox", "That's All Right Mama", "Mystery Train", "Big River", "I Walk the Line" y "Guess Things Happen That Way", algunas de ellas temas clásicos de Carl Perkins, Elvis Presley y del propio Cash. Otras, como "Blue Yodel #1", "Ring of Fire, "You Are My Sunshine", "Mountain Dew", "Careless Love", "Just A Closer Walk With Three", "How High The Water" y "Wanted Man", fueron también intentadas, pero finalmente descartadas. Al final, una versión de "Girl From The North Country", originalmente publicada en The Freewheelin' Bob Dylan, fue incluida como primera canción del futuro álbum.
Tras completar la grabación de las canciones, se desarrollaron sesiones los días 19, 20 y 21 de febrero para añadir nuevos arreglos. Tras dichas sesiones, se imprimieron acetatos de una secuencia preliminar de Nashville Skyline, conformada por nueve temas, que finalmente sería publicada sin ninguna modificación.

## Canciones descartadas
Posiblemente el productor Bob Johnston pudo dejar las grabaciones descartadas de Nashville Skylline en un almacén de los estudios de grabación en Nashville, lo que explicaría su difusión en colecciones privadas y en un buen número de bootlegs que muestran tanto canciones descartadas como tomas alternativas de los temas incluidos en el álbum.
Dylan y Cash desarrollaron suficiente trabajo durante las sesiones de Nashville Skyline como para la publicación de un álbum, a día de hoy sin editar. Algunas selecciones de las canciones circulan en colecciones privadas y han sido incluidas en bootlegs.

## Recepción
Nashville Skyline fue programado para ser publicado en mayo de 1969, aunque a finales de abril, Dylan volvería a los estudios de Columbia Records en Nashville para llevar a cabo tres nuevas sesiones de grabación. Dichas sesiones, organizadas los días 24, 26 de abril y 3 de mayo, fueron dedicadas a clásicos del country, salvo por una nueva composición, "Living The Blues". Apoyado por una aparición promocional en "The Johnny Cash Show" el 7 de junio, Nashville Skyline se convertiría en uno de los álbumes mejor vendidos de la carrera musical de Dylan.
Además del éxito comercial, la prensa daría a Nashville Skyline una cálida recepción. En la reseña escrita para la revista musical Rolling Stone, Paul Nelson escribió: "Nashville Skyline alcanza el imposible artístico: un profundo, humano e interesante estamento sobre la felicidad. Podría ser... su mejor álbum." Aun así, años después, en la reseña de Bob Dylan's Greatest Hits Vol. II, Paul Nelson se retractó de su opinión, escribiendo: "Fui mal informado. Esto es por lo cual nadie debería prestar atención a los críticos, especialmente el artista."
Pocas críticas expresaron su disconformidad con el álbum. Entre los críticos, se situaron Ed Ochs, de Billboard, quien escribió: "El hombre satisfecho habla en clichés, y se ruboriza como si todos los días fueran el día de San Valentín."
A la vez que Nashville Skyline seguía cosechando buenos resultados, Dylan planeó su primera aparición pública desde el memorial de Woody Guthrie en enero de 1968. El 14 de julio de 1969, ofrecería un recital sorpresa. En el Mississippi River Festival, organizado en Edwardsville, Illinois, Dylan se unió a The Band para interpretar tres canciones: "Ain't Got No Home", "In The Pines" y "Slippin' and Slidin'". Finalmente, el 31 de agosto de 1969, Dylan aparecería junto a The Band en el Festival de la Isla de Wight, en la cual interpretó diecisiete canciones, de las cuales sólo dos, "I Threw It All Away" y "Lay Lady Lay", procedían de su último trabajo, Nashville Skyline.
Cerca de 200.000 seguidores disfrutaron del festival en la Isla de Wight, y si bien la reacción de la audiencia fue suficientemente positiva para un bis, Dylan se mostró insatisfecho con el repertorio al completo. Dylan había reclutado a Elliot Mazer para grabar su participación en el festival, con la esperanza de publicar un álbum en directo. Sin embargo, Dylan echaría por tierra dichos planes, aunque el material sería grabado y enviado a Nashville para que Bob Johnston trabajara en las mezclas.

## Reediciones
Columbia Records publicó Nashville Skyline por primera vez en disco compacto en 1986. En 2003, la discográfica remasterizó el álbum, junto otros quince álbumes del músico, y lo publicó en formato SACD. Nasville Skyline fue también incluido en la caja recopilatoria The Complete Album Collection Vol. 1, publicada en 2013, junto a otros 41 álbumes del músico.

## Lista de canciones
Todas las canciones escritas y compuestas por Bob Dylan. 
| Cara A |                                                 |          |  |
| N.º    | Título                                          | Duración |  |
| 1.     | «Girl from the North Country» (con Johnny Cash) | 3:41     |  |
| 2.     | «Nashville Skyline Rag»                         | 3:12     |  |
| 3.     | «To Be Alone with You»                          | 2:05     |  |
| 4.     | «I Threw It All Away»                           | 2:23     |  |
| 5.     | «Peggy Day»                                     | 1:59     |  |

| Cara B |                                         |          |  |
| N.º    | Título                                  | Duración |  |
| 6.     | «Lay Lady Lay»                          | 3:20     |  |
| 7.     | «One More Night»                        | 2:25     |  |
| 8.     | «Tell Me That It Isn't True»            | 2:45     |  |
| 9.     | «Country Pie»                           | 2:58     |  |
| 10.    | «Tonight I'll Be Staying Here With You» | 3:23     |  |

## Personal
| Músicos - Bob Dylan: voz, guitarra y armónica - Norman Blake: dobro y guitarra - Kenneth Buttrey: batería - Johnny Cash: voz y guitarra (en «Girl from the North Country») - Fred Carter, Jr.: guitarra - Charlie Daniels: bajo y guitarra - Pete Drake: pedal steel guitar - Marshall Grant: bajo (en «Girl from the North Country») - W.S. Holland: batería (en «Girl from the North Country») - Charlie McCoy: guitarra y armónica - Bob Wilson: órgano y piano - Bob Wootton: guitarra eléctrica (en «Girl from the North Country») | Personal técnico - Bob Johnston: productor musical - Charlie Bragg: ingeniero de sonido - Greg Calbi: masterización - Elliot Landy: fotografía - Neil Wilburn: ingeniero de sonido |

## Posición en listas
| País           | Lista                      | Posición |
| -------------- | -------------------------- | -------- |
| Alemania       | Media Control Top-50 Chart | 24       |
| Estados Unidos | Billboard 200              | 3        |
| Noruega        | VG-lista Top 40 Albums     | 2        |
| Países Bajos   | Mega Albums Top 100        | 6        |
| Reino Unido    | UK Albums Chart            | 3        |

| Sencillo                                | País           | Lista             | Posición |
| --------------------------------------- | -------------- | ----------------- | -------- |
| «I Threw It All Away»                   | Estados Unidos | Billboard Hot 100 | 87       |
| «Lay Lady Lay»                          | Estados Unidos | Billboard Hot 100 | 7        |
| «Tonight I'll Be Staying Here With You» | Estados Unidos | Billboard Hot 100 | 50       |

## Certificaciones
| Fecha               | País           | Organismo certificador | Certificación | Ventas certificadas |
| ------------------- | -------------- | ---------------------- | ------------- | ------------------- |
| 7 de mayo de 1969   | Estados Unidos | RIAA                   | Oro           | 500 000             |
| 22 de julio de 2013 | Reino Unido    | BPI                    | Oro           | 100 000             |